# コスタノ諸語
コスタノ諸語（Costanoan languages）は、オローニ諸語（Ohlone languages）ともいい、アメリカ合衆国のサンフランシスコ・ベイエリアからモントレー湾、およびサリナス盆地の一部にかけて先住民によって話されていた言語である。コスタノ諸語の話者をオローニ族あるいはコスタノ族と呼ぶ。
「コスタノ」という名称はスペイン人による呼称がさらに英語で変化してできた外名であり、学問的にもこの語を使うべきでないという意見も強いが、「オローニ」の語が適当かどうかも議論が分かれる（詳細はオローニ族#語源を参照）。現状ではまだ「コスタノ」の方が多いようなので、この記事でもコスタノの語を用いる。

## 言語
コスタノ諸語に属する8つの言語の存在が認められているが、いずれも20世紀なかばまでに死語になった。
- アワスワス語(Awaswas) - サンタクルーズ郡
- カルキン語(Karkin) - カルキネス海峡周辺
- タミェン語(Tamyen) - サンタクララ郡
- チャロン語(Chalon) - ソレダード
- チョチェニョ語(Chochenyo) - イーストベイ
- ムツン語(Mutsun) - サンベニト郡
- ラマイトゥシュ語(Ramaytush) - サンフランシスコ、サンマテオ郡
- ラムゼン語(Rumsen) - モントレー、カーメル、ビッグサー

すべて死語になってしまっていることもあり、これらが独立した言語であるのか、方言にすぎないのか、さらに細かく分かれるのかはよくわからない。レヴィはこれらの言語が方言連続体をなすと考えているが、とくにラマイトゥシュ・チョチェニョ・タミェンの北部3言語は近い関係にあり、またムツン・チャロン・ラムゼンの南部3言語も近い関係にある。アワスワス語は北部・南部の両方に共通性を持つという。一方、キャラハンは南端のチャロン語を北部に含めている。
ある程度充分な研究が残っているのは、チョチェニョ語・ムツン語・ラムゼン語の3つで、いずれも20世紀はじめのJ・P・ハリントンのフィールドノートが残る。それ以外は、19世紀の伝道師が残したカテキズムの翻訳の断片か、単語の一覧のようなものしかない。
上記3つの言語について、復活させるための運動が行われている。

## 系統
北西アメリカには小さな語族が多数あり、一般にその関係を考えることは困難が大きい。
コスタノ諸語は、その北、および内陸で話されるミーウォク諸語とともに、ウティ語族（ミーウォク＝コスタノ語族）を形成する。さらに他の言語とともに仮説的なペヌーティ大語族をなすとも考えられているが、系統関係が証明されているわけではない。キャラハンは東のヨクツ語とウティ語族の系統関係を主張している。